# Setchūyō

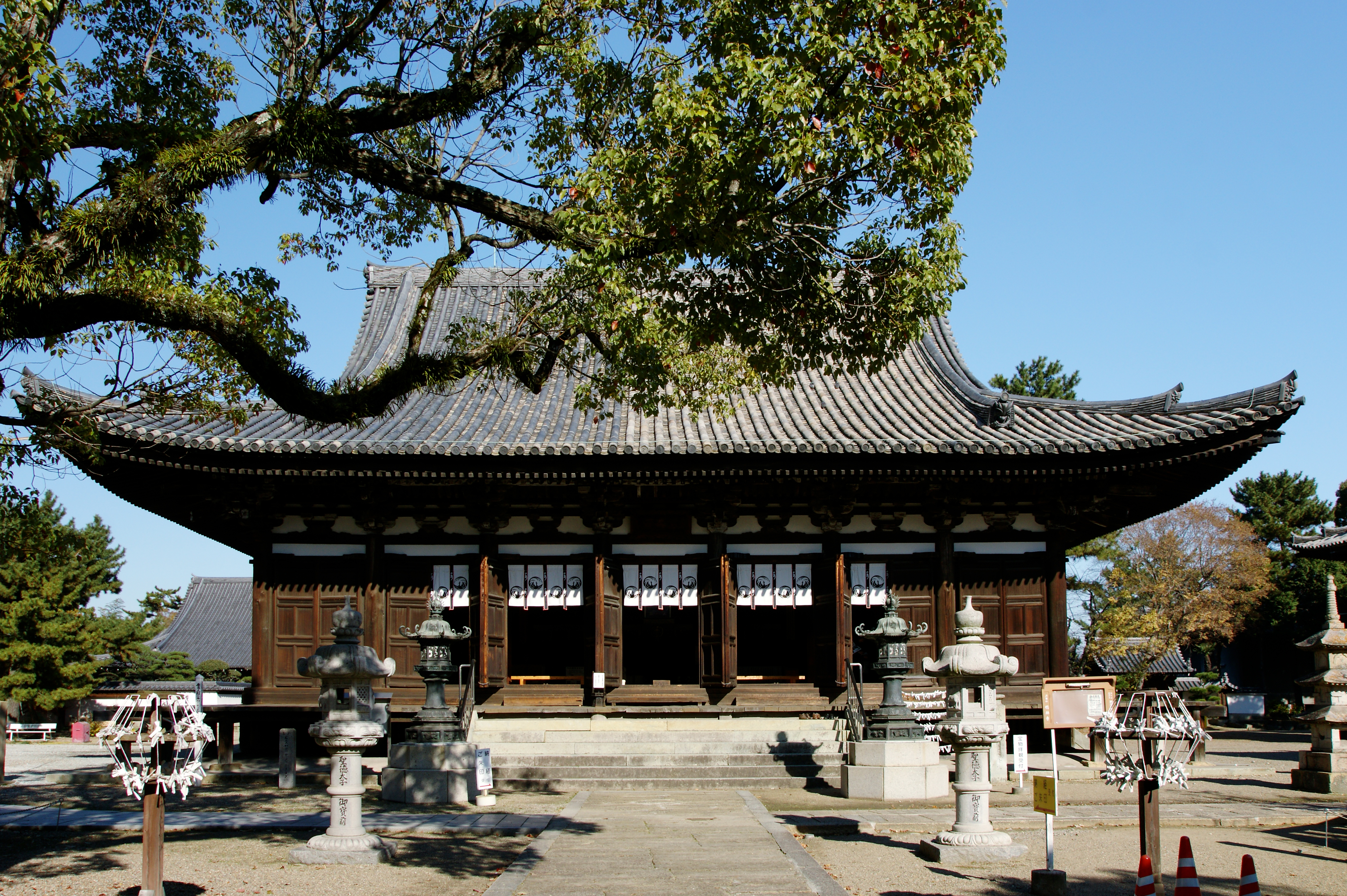
Salón principal de Kakurin-ji

Setchūyō (折衷様 lit. estilo ecléctico?) es un estilo arquitectónico nacido en Japón durante el período Muromachi de la fusión de los elementos a partir de tres diferentes estilos antecedentes: la wayō, el daibutsuyō y el zenshūyō. Se ejemplifica en la sala principal en Kakurin-ji. [1] [2] La combinación de Wayo y daibutsuyō en particular, se hizo tan frecuente que a veces se clasifica por separado por los estudiosos bajo el nombre de Shin-Wayo (新 和 様 nueva Wayo? ).